# Zentrales staatliches Historisches Archiv der Ukraine Lwiw

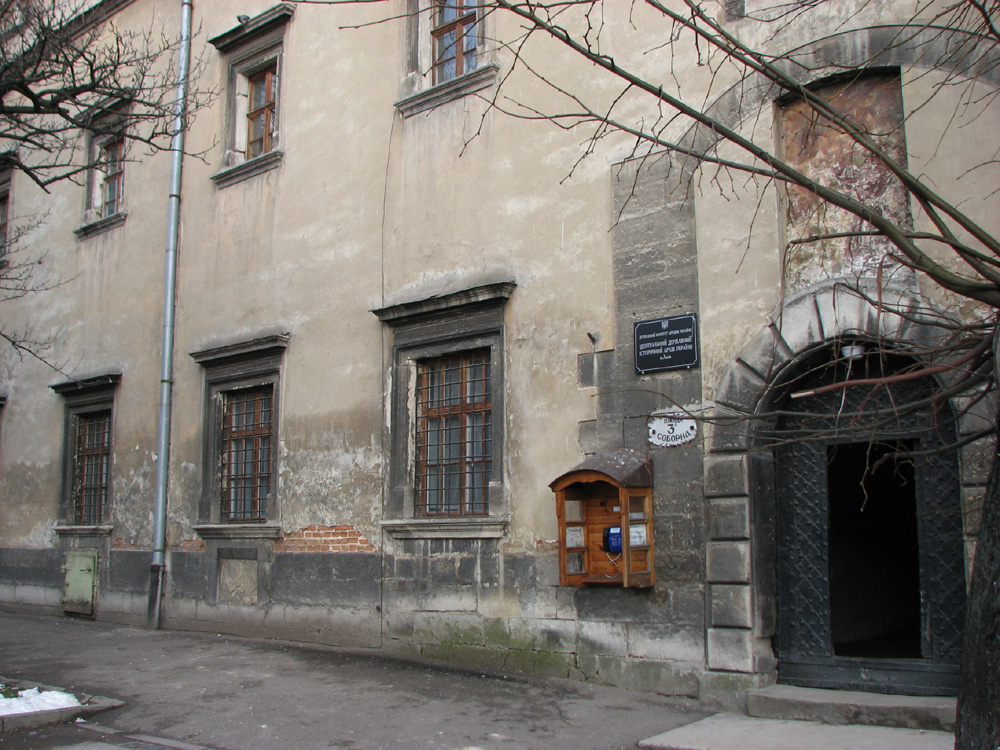
Eingang zum Archiv und Teil des Gebäudes

Das Zentrale staatliche Historische Archiv der Ukraine ist ein Staatsarchiv in Lwiw. Es befindet sich am Soborna-Platz neben der St.-Andreas-Kirche der Basilianer des hl. Josaphat. Es ist eines der größten Archive in Mittelosteuropa und das größte in der Ukraine.

## Geschichte
Ende des 18. Jahrhunderts (1784) richteten die österreichischen Behörden in den Zellen des Klosters das „Archiv der Stadt- und Semstwo-Akten der Stadt Lemberg“ ein. Darauf aufbauend erfolgte die Gründung im Jahr 1939. Der heutige Name stammt aus dem Jahr 1992.

## Bestand
Das Archiv enthält Dokumente aus der Zeit des Fürstentums Galizien-Wolhynien, Fonds zentraler Institutionen und Organisationen der altpolnischen Zeit (14.–15. Jahrhundert), der Österreichisch-ungarischen (1772–1918) und russischen (1914–1915) Herrschaft in Galizien, der Ukrainischen Volksrepublik und der Westukrainischen Volksrepublik (1917–1918), Polens in der Zwischenkriegszeit (1918–1939) sowie kleine Konvolute von Dokumenten aus der Sowjetzeit (1939–1941) und der deutschen Besatzung (1941–1944).
Die ältesten Dokumente des Archivs sind durch eine Sammlung von Pergamentdokumenten (1176–1800) vertreten. Unter den Pergamentdokumenten befinden sich zwischenstaatliche Abkommen (insbesondere die Union von Brest von 1596), päpstliche Bullen, Privilegien von Königen, Fürsten, Statthaltern und Ältesten, die Städten, Dörfern, Kirchen, Klöstern, Synagogen und Zünften verliehen wurden, sowie Erbverträge. Die Sammlung umfasst auch Dokumente zu Frankreich, Italien, Moldawien, der Walachei, Deutschland, Ungarn und anderen Ländern – in insgesamt dreizehn Sprachen.